# دلار باربادوس
دلار باربادوس (به انگلیسی: Barbadian dollar) با کد ایزوی BBD، یکای پول رایج در کشور باربادوس است. مسئولیت کنترل این یکای پول برعهدهٔ بانک مرکزی باربادوس قرار دارد.